# 本地人
本地人，又叫當地人，在城市中指長期生活在當地的居民。相對於「外地人」，「本地人」在生活於同一個地方中的人群使用時一般不帶有任何含義，但與外地人交談時使用，則會被認為有歧視、貶義色彩。在语言学里，则指使用本地语言或方言作为第一交际语言的人。

## 中國大陸
城鎮居民都認為是紮根於當地，承襲當地的語言、文化與習慣等，但市政府往往將城市轄下的農村人列為外地人，因此大多數自稱本地人的都是市區居民。本地人與外地人始終是一個非常模糊的概念，所謂的定義並沒有得到政府的認可。大多數城鎮居民並不接受本地文化摻入過多的外地文化，或者說過多外地人聚居，認為會破壞當地的風土文化，最直接的是衝擊本地的方言地位。

### 自治區
通常西藏、新疆往往不以本地人自居而以民族劃分，而分為藏族人、維吾爾族人、漢人。

## 台灣
在台灣日治時期之前即達台灣的居民稱為「本省人」，廣義包含閩南人、客家人、台灣原住民。該詞相對於外省人，在1945年國民政府統治台灣以後才出現，1949年國民黨政府帶領大量外省人來台。由於新一代對省籍的意識較模糊，大多數台灣生活的人都自稱「台灣人」，不太區分本省與外省。